# Marta Gajęcka
Marta Gajęcka (ur. 1974) – członek Rady Zarządzającej Polskiego Komitetu Energii Elektrycznej, w latach 2017–2020 doradca społeczny prezydenta RP Andrzeja Dudy. Od 2021 członek zarządu Narodowego Banku Polskiego.

## Życiorys
Absolwentka międzynarodowych stosunków gospodarczych i politycznych Szkoły Głównej Handlowej. Ponadto uzyskała polsko-francuski dyplom w ramach programu prowadzonego przez SGH i Instytut Nauk Politycznych w Paryżu.
W 2001 roku kandydowała do Sejmu z listy Unii Wolności w Warszawie.
Od 2017 roku pełni funkcję wiceprezesa PGE Energia Odnawialna S.A. W latach 2016–2017 pełniła funkcję wiceprezesa PGE Polska Grupa Energetyczna ds. rozwoju i relacji międzynarodowych. Wcześniej była prezesem Eques Investments TFI S.A. oraz partnerem w Ernst & Young w Polsce. W latach 2007–2010 była dyrektorem – członkiem Rady Dyrektorów, a następnie wiceprezesem Europejskiego Banku Inwestycyjnego w Luksemburgu. Pełniła także funkcję wicegubernatora z ramienia Polski w Europejskim Banku Odbudowy i Rozwoju w Londynie. W latach 2006–2007 zajmowała stanowisko podsekretarza stanu w Ministerstwie Finansów. Była także radcą ds. finansowych w Stałym Przedstawicielstwie RP przy Unii Europejskiej w Brukseli (2004–2006) oraz radcą ds. finansowych w Stałym Przedstawicielstwie RP przy OECD w Paryżu (2002–2004). W latach 1998–2002 była zatrudniona w Departamencie Międzynarodowej Integracji Gospodarczej w Ministerstwie Finansów. Do kwietnia 2018 była wiceprezesem PGE Energia Odnawialna S.A. Od 1 stycznia 2021 członek zarządu Narodowego Banku Polskiego.